# Ciclo de Tschai
El Ciclo de Tschai, también conocido como Planeta aventura, es una serie de cuatro libros escritos por Jack Vance entre 1968 y 1970. Narra las aventuras del humano Adam Reith en el planeta Tschai.
Esta tetralogía está formada por los libros Los Chasch, Los Wankh, Los Dirdir y Los Pnume. Juntos forman una aventura de ochocientas páginas.
Cada una de las novelas narra las aventuras de Reith con una especie y lleva el nombre de la especie en cuestión:
- Los Chasch (City of the Chasch, 1968)
- Los Wankh (Servants of the Wankh, 1969)
- Los Dirdir (The Dirdir, 1969)
- Los Pnume (The Pnume, 1970)

## Habitantes
Tschai está habitado por cuatro especies alienígenas que se encuentran peleadas entre sí, los Pnume (los originarios del planeta que han sido desplazados), los Chasch, los Wankh y los Dirdir. También habitan varias razas humanas,  las cuales sirven como esclavos o sirvientes de los alienígenas.
Los Pnume tienen una apariencia de insectos y, como se mencionó con anterioridad, son los habitantes originales de “Tschai”. Su historia se remonta a unos diez millones de años y, en un principio, concebían a los invasores como elementos que enriquecían a su mundo; sin embargo, fueron obligados a vivir debajo de la tierra cuando llegaron especies más poderosas. Una de sus ramas está compuesta por los Phung, depredadores solitarios y sensibles que poseen hábitos por demás extraños.
Los Chasch, de rasgos reptiloides, llegaron al planeta cientos de miles de años antes de que la historia empezase y están divididos en tres facciones armadas: “los Chasch viejos”, los  “Chasch azules” y los bárbaros “Chasch verdes”. 
Los depredadores Dirdir y los anfibios Wankh llegaron relativamente hace poco tiempo y pelearon con las otras especies en el pasado, si bien mantienen una paz frágil en virtud de la paridad de fuerzas que prevalece.
Las razas humanas sirvientes son los Pnumekin, Hombres-chasch, Hombres-Dirdir y Hombres-Wankh guardan cierto parecido con sus amos como resultado de una determinada alimentación, a las cirugías y al deseo de los humanos de imitar a sus respectivos amos. Los Pnumekin son drogados para que guarden la calma, mientras que los Gzhindra son Pnumekin exiliados que trabajan como agentes de los Pnume.  
Los Hombres-Chasch mantienen obediencia gracias a que les han hecho creer que una vez que mueran resucitarán como Chasch; en cambio, los Hombres-Dirdir se ven a sí mismos como Dirdir degenerados y luchan por minimizar sus diferencias. Los Hombres-Wankh actúan como los intérpretes de sus amos —los Wankh— y, como resultado, son capaces de manipular esta raza alienígena para su propio bien.